# Rezerwat przyrody Sołokija
Sołokija – rezerwat przyrody położony na terenie wsi Dziewięcierz, w gminie Horyniec-Zdrój, w powiecie lubaczowskim, w województwie podkarpackim. Jest zlokalizowany w granicach Południoworoztoczańskiego Parku Krajobrazowego. Znajduje się na terenie leśnictwa Dziewięcierz (Nadleśnictwo Lubaczów).
- numer według rejestru wojewódzkiego – 33
- powierzchnia – 7,28 ha[1] (akt powołujący podawał 7,43 ha)
- dokument powołujący – M.P. z 1989 r. nr 44, poz. 357
- rodzaj rezerwatu – florystyczny[1][2]

- typ rezerwatu – florystyczny

- podtyp rezerwatu – krzewów i drzew

- typ ekosystemu – łąkowy, pastwiskowy, murawowy i zaroślowy

- podtyp ekosystemu – zarośli kserotermicznych

Przedmiotem ochrony (według aktu powołującego) są naturalne skupiska jałowca pospolitego o zróżnicowanych, osobliwych formach. Jałowcom towarzyszy bogata szata roślinna, będąca swoistą osobliwością tej części Roztocza. Do wspomnianych roślin należą chaber driakiewnik, dziewięćsił pospolity, przytulia łąkowa, psianka słodkogórz, rozchodnik ostry, szczotlicha siwa, szparag, świerzbnica polna, wilczomlecz sosnka. W rezerwacie można spotkać takie ptaki jak: cierniówka, piegża, srokosz, makolągwa oraz gryzonie: koszatkę leśną, orzesznicę, popielicę, ryjówkę. Występuje tu kilkadziesiąt gatunków mrówek (południowych i pontyjskich). Można również spotkać nadobnicę alpejską oraz modliszkę.
Największy jałowiec na terenie rezerwatu liczy około 8 m wysokości, a jego obwód pnia wynosi 56 cm.